# Asterix (videogioco 1992)
Asterix è un videogioco arcade sviluppato nel 1992 da Konami e basato sull'omonimo fumetto francese.
I personaggi giocabili sono due, Asterix e Obelix.

## Colonna sonora
È uno dei videogiochi Konami musicati da Michiru Yamane.